# Amicta lefevrei
Amicta lefevrei är en fjärilsart som beskrevs av Charles Oberthür 1922. Amicta lefevrei ingår i släktet Amicta och familjen säckspinnare. Inga underarter finns listade i Catalogue of Life.